# Mãe Tamain
Mãe Tamain refere-se ao nome pela qual é venerada a imagem de Nossa Senhora das Montanhas entre os indígenas Xukuru, do agreste pernambucano. O culto ao pequeno ícone de madeira, que os indígenas mantém envolto num manto azul celeste, remonta o início do aldeamento dos Xukurus pelos padre Oratorianos, em 1671, e retrata a Virgem Maria com as mãos em posição de prece e ostentando nos lábios um discreto sorriso, tendo no alto da cabeça uma coroa.
Segundo a tradição local, a imagem da Virgem teria sido encontrada sob um tronco de árvore, tendo sido levada pelos indígenas para a aldeia onde moravam, sendo lá recebida com grande festa. Ao amanhecer do dia seguinte, no entanto, constatou-se que a estátua desaparecera misteriosamente durante a madrugada. Ao procurá-la, os habitantes da aldeia a encontraram no exato tronco onde a haviam achado no dia anterior, o que foi interpretado como um sinal para a construção de uma capela naquele lugar. A igreja que construíram permanece até hoje no centro da aldeia de Cimbres, vilarejo de população majoritariamente indígena. 
A Virgem Maria, sob a invocação de Nossa Senhora das Montanhas, é celebrada todos os anos no dia 2 de julho, data do achado da imagem. A festa é a única ocasião do ano em que a imagem é descida do retábulo que a custodia, sendo, partir daí, levada em procissão solene pelas ruas do vilarejo pelos índios Xukuru.